# اکسل شوبلد
اکسل شوبلد (انگلیسی: Axel Sjöblad؛ زادهٔ ۳ نوامبر ۱۹۶۷) بازیکن هندبال اهل سوئد است.